# Lafayette C. Baker
Pour les articles homonymes, voir Baker.
Lafayette Curry Baker (13 octobre 1826 – 3 juillet 1868) est un officier de l'Union Army qui servit comme espion durant la guerre de Sécession. Après l'assassinat d'Abraham Lincoln en avril 1865, Baker joua un rôle important dans la poursuite et la capture de l'assassin John Wilkes Booth. Il meurt le 3 juillet 1868 d'une méningite.